# Lože (Laško, Slovenija)
Lože je naselje u slovenskoj Općini Laškom. Lože se nalazi u pokrajini Štajerskoj i statističkoj regiji Savinjskoj. 

## Stanovništvo
Prema popisu stanovništva iz 2002. godine naselje je imalo 103 stanovnika.